# Josef Svoboda
Josef Svoboda, né le 10 mai 1920 à Čáslav et mort le 8 avril 2002  à Prague, est un artiste et scénographe tchécoslovaque.

## Biographie
Josef Svoboda est né à Čáslav, en Tchécoslovaquie (aujourd'hui République tchèque). Il commence sa formation d'architecte à l'École centrale de logement à Prague. Dès la fin de la Seconde Guerre mondiale, il s'intéresse au théâtre et étudie la scénographie au Conservatoire de Prague et l'architecture à l'Académie des arts appliqués. Svoboda devient le principal scénographe au Théâtre national tchèque en 1948, poste qu'il occupera plus de 30 ans. Ses installations multimédias Polyekran et Laterna Magika inventée par Alfréd Radok lui ont permis d'être internationalement reconnu en 1958. Ces productions combinaient le jeu  des acteurs et musiciens vivants et des projections de films. Svoboda a également innové par l'utilisation de technologies modernes et de matériaux novateurs tels que le plastique, l'hydraulique et le laser. En 1967, Svoboda crée l'un de ses plus célèbres effets spéciaux, un pilier de lumière tri-dimensionnel, créé par l'utilisation d'un mélange aérosol qui révélait des luminaires à basse tension.
Josef Svoboda se considérait comme un scénographe a choisi de montrer une approche plus holistique et architecturale de la conception. Parmi ses nombreuses créations figurent Insect Comedy (en) (Théâtre national tchèque, 1946),  Rusalka (La Fenice, Venise, 1958), Carmen (Metropolitan Opera, New York, 1972), L'Oiseau de feu (Théâtre royal danois, Copenhague, 1972) ou I Vespri Siliciani (Metropolitan Opera, 1974), la plupart montées avec le metteur en scène Václav Kašlík. Il quitte le Théâtre national tchèque en 1992. En 1993, il devient directeur artistique du théâtre Laterna Magika.